# Aleksander Margiste
Aleksander Margiste, né le 19 avril 1908, à Tallinn, en Estonie et décédé le 10 août 1988, à Stockholm, en Suède, est un ancien joueur estonien de basket-ball.